# Картографічний метод
Картографічний метод дослідження — камеральний метод наукового дослідження, у якому карта виступає як модель досліджуваного об'єкта і проміжна ланка між об'єктом і дослідником. Метод використовують для опису, аналізу та пізнання природних явищ, отримання нових знань і характеристик природних об'єктів, вивчення процесів розвитку, встановлення просторових взаємозв'язків та прогнозу явищ. Картографічний метод дослідження всебічно розвивається з використанням новітніх здобутків картографії, математики і комп'ютерних технологій.
Картографічний метод дослідження включає різні прийоми аналізу карт:
- опис по картах;
- графічні побудови: профілі, блок-діаграми та інше;
- виміри по картах (картометрія), математичну обробку цих вимірів тощо.

Розрізняють дослідження з окремих карт і по серіях карт різної тематики, різночасним і різномасштабним.

## Застосування
Картографічний метод дослідження використовують у географії, геології, біології та інших природничих науках, у господарчій, культурній, військовій та іншій діяльності людини. Картографічний метод дає змогу створювати тематичні карти, наносячи на них безліч об'єктів, відображаючи їх взаємо розташування і взаємозв'язки. Цей метод використовують на всіх етапах дослідження — від збирання вихідних даних до розроблення нових наукових матеріалів. Складання різноманітних тематичних карт підвищує інформаційну місткість наукового матеріалу. Карти є дієвим інструментом наукових досліджень.

### У фізичній географії
Широке застосування у фізичній географії знаходять картографічні методи. Завдяки їм стає повнішою і значно доступнішою характеристика різних компонентів природи і процесів, які в них протікають. Карти є важливим джерелом для одержання якісних і кількісних характеристик. З їх допомогою можна визначити довжини рік, площі зображених земель, вертикальне розчленування земної поверхні тощо. За топографічними картами, складеними в різний час, можна виявити динаміку змін рельєфу, гідрографічної сітки, берегової лінії озер, морів, простежити трансформацію лісових і сільськогосподарських угідь.